# テムルン
テムルン（モンゴル語: Temülün/Тэмүлүн、中国語: 帖木倫）は、モンゴル部のイェスゲイ・バートルの娘で、チンギス・カンの妹。イキレス部のブトゥ・キュレゲンに嫁いだが、早世した。

## 概要
イェスゲイ・バートルとホエルンの間に生まれ、同母兄弟にテムジン（チンギス・カン）、ジョチ・カサル、カチウン、テムゲ・オッチギンらが、異母兄弟にはベルグテイがいた。テムジンが9歳になった時、テムルンは生まれたばかりでまだ乳母車の中にいたという。
テムジンの青年期、未だ勢力が小さく敵が多かった時代にはテムルンも屡々危険な目に遭っており、タイチウトの襲撃を受けた時にはカチウン、テムゲとともに崖の割れ目に隠れ潜み、メルキト部の襲撃を受けた時にはホエルンに抱かれて逃げたことなどが伝えられている。
テムジンは同じモンゴル部族に属するタイチウト氏のジャムカと決別して後、モンゴル部の他の氏族、モンゴルと同盟していた部族を調略して傘下に入れようとした。その一環としてイキレス部のブトゥにも使者を派遣したところ、好意的な対応を受けたために妹のテムルンを嫁がせ、姻戚関係を結ぶことにした。
ブトゥはテムルンとの婚姻に際して、宗族のエブゲンデイらをテムジンの下に派遣した。テムジンにブトゥが有する家畜の数を問われたエブゲンデイは馬30匹があり、その半分を以て妻を迎え入れる礼としたい答えると、テムジンは怒って「婚姻を結ぶのに財産を論じるとは、ほとんど商人のようなものではないか。古人は心を同じくするのは真に難しいと語ったものだが、朕が天下を取ろうとするに当たって、汝らイキレスの民がブトゥに従い忠義を尽くすならば、どうして返礼の財がいるだろうか」と語り、テムルンを嫁がせたという。
テムルンを娶ったブトゥはタイチウト討伐、ナイマン討伐などに参戦して大いにチンギス・カンを助けたが、ナイマン戦役後にテムルンは亡くなってしまった。しかしブトゥとの姻戚関係を重視したチンギス・カンは改めて自身の娘コアジン・ベキを嫁がせて姻戚関係を維持した。テムルン、コアジン・ベキとの婚姻によってブグゥは駙馬（キュレゲン）を称し、ブグゥの子孫は「イキレス駙馬王家」としてモンゴル帝国-大元ウルスで尊重された。テムルンを始めとするブトゥ家に嫁いだ女性達は至治元年（1321年）に「昌国大長公主」と追封され、『元史』巻109表4には「昌国公主位」として一覧表が記されている。

## 昌国公主
1. 昌国大長公主テムルン(Temülün ＞帖木倫/tièmùlún)…イェスゲイ・バートルの娘で、昌忠武王ブトゥに嫁ぐ
2. 昌国大長公主コアジン・ベキ(Qoačin begi ＞火臣別吉/huŏchénbiéjí,فوجین بیکی/fūjīn bīkī)…チンギス・カンの娘で、テムルンの死後その地位を継いでブトゥに嫁ぐ
3. 昌国大長公主イキレス(Ikires ＞亦乞列思/yìqǐlièsī)…ブトゥの息子デレケイに嫁ぐ
4. 昌国大長公主チャブン(Čabun ＞茶倫/chálún,جابون/jābūn)…チンギス・カンの娘で、イキレスの死後その地位を継いでデレケイに嫁ぐ
5. 昌国大長公主アルトゥン(Altun ＞安禿/āntū)…オゴデイの息子クチュの娘で、ブトゥの息子昌武定王フルダイに嫁ぐ
6. ウルウジン公主(Yesünǰin ＞吾魯真/wúlŭzhēn)…クビライの娘で、デレケイの息子ブカに嫁ぐ
7. 昌国大長公主イェスンジン(Yesünüǰin ＞也孫真/yĕsūnzhēn)…オゴデイの息子クチュの娘で、ブトゥの息子昌武定王フルダイに嫁ぐ
8. ルルカン公主(Luluqan ＞魯魯罕/lŭlŭhǎn)…デレケイの息子ソゲドゥに嫁ぐ
9. ルルン公主(Lulun ＞魯倫/lŭlún)…ルルカンの死後、その地位を継いでデレケイの息子ソゲドゥに嫁ぐ
10. 昌国大長公主バヤルン/(Bayalun ＞伯雅倫/bǎiyǎlún)…モンケ・カーンの娘で、ジャクルチンの息子昌忠宣王クリルに嫁ぐ
11. 昌国大長公主ブラルキ/(Bulargi ＞卜蘭奚/bŭlánxī)…バヤルンの死後、その地位を継いで昌忠宣王クリルに嫁ぐ
12. ブヤンケルミシュ公主(Buyankelmiš ＞普顔可里美思/pŭyánkĕlǐmĕisī)…ソゲドゥの息子ブリルギデイに嫁ぐ
13. 昌国大長公主イリク・カヤ(Ilig qaya ＞益里海涯/yìlǐhǎiyá)…テムル・カーンの娘で、クリルの息子昌王アシクに嫁ぐ
14. 昌国大長公主マイディ(Maidi ＞買的/mǎide)…モンケ・カーンの孫娘で、イリク・カヤの死後にその地位を継いで昌王アシクに嫁ぐ
15. 昌国大長公主エル・カヤ(El qaya ＞烟合牙/yānhéyá)…アシクの息子昌王バラシリに嫁ぐ
16. 昌国大長公主ウルク(Ürük ＞月魯/yuèlŭ)…バラシリの息子昌王シーラップ・ドルジに嫁ぐ
17. ヌウルン公主(Nu'ulun ＞奴兀倫/núwùlún)…クリルの弟ソロンガに嫁ぐ